# Страттен, Дороти
До́роти Рут Хугстра́ттен  (англ. Dorothy Ruth Hoogstratten; 28 февраля 1960 года, Ванкувер, Британская Колумбия, Канада — 14 августа 1980 года, Лос-Анджелес, Калифорния, США), известная под именем Дороти Страттен (англ. Dorothy Stratten) — канадская и американская фотомодель и киноактриса.

## Биография
Дороти Страттен родилась в Ванкувере (Канада), в бедном районе на окраине города. Дороти окончила школу на отлично, но решила не получать высшее образование, поскольку ею заинтересовался Пол Снайдер, промоутер в ночном клубе и сутенёр, который уговорил её сняться для журнала «Playboy» у профессионального фотографа — и, подделав подпись матери несовершеннолетней девушки, отправил фотографии в журнал. Фотографии имели ошеломительный успех. Дороти переехала в Лос-Анджелес, где в 1979 году стала девушкой месяца журнала Playboy. Страттен заметили в Голливуде, после чего она снялась в четырёх фильмах — «Рождение Осени» (1979), «Скейттаун, США» (1979), «Галаксина» (1980) и «Все они смеялись» (1981), а также в эпизодических ролях в ряде телесериалов.
Пол Снайдер настоял на браке с Дороти, воспринимая её как билет в высшее общество и живя исключительно за её счёт. Прожив в браке со Снайдером чуть больше года, Дороти ушла от него к режиссёру Питеру Богдановичу. 14 августа 1980 года, когда бракоразводный процесс ещё не был завершён, Снайдер изнасиловал и убил 20-летнюю Страттен, после чего покончил с собой.

## Фильмография

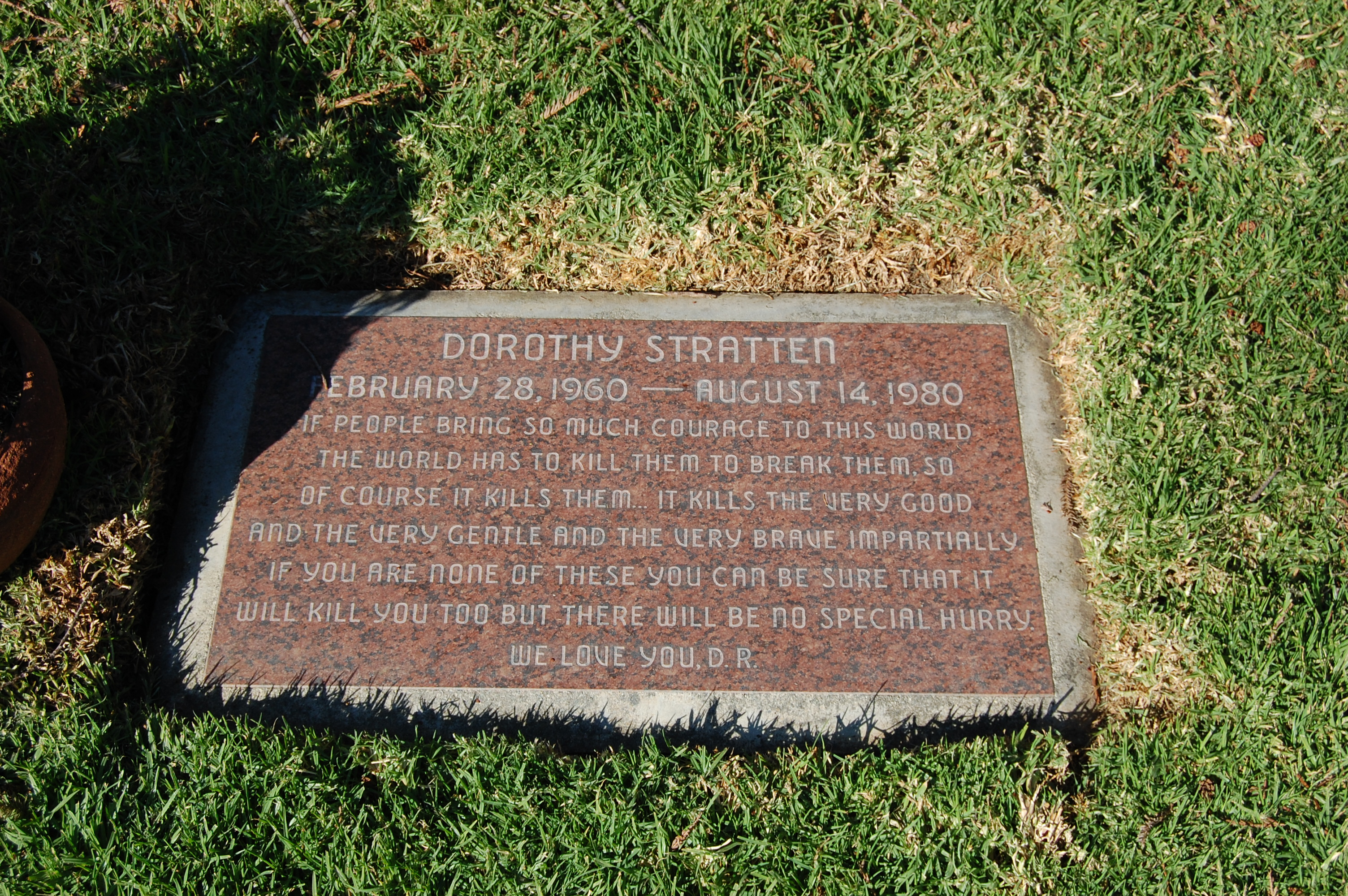
Могила Дороти Страттен

| Год  |   | Русское название       | Оригинальное название           | Роль           |
| ---- | - | ---------------------- | ------------------------------- | -------------- |
| 1979 | ф | Америкафон             | Americathon                     | танцовщица     |
| 1979 | ф | Скейттаун, США         | Skatetown, U.S.A.               | девушка        |
| 1979 | с | Остров фантазий        | Fantasy Island                  | Мики           |
| 1979 | с | Бак Роджерс в XXV веке | Buck Rogers in the 25th Century | мисс Космос    |
| 1979 | ф | Рождение Осени         | Autumn Born                     | Тара           |
| 1980 | ф | Галаксина              | Галаксина                       | Галаксина      |
| 1981 | ф | Все они смеялись       | They All Laughed                | Долорес Мартин |